# 米亚奈
米亚奈（法語：Miannay，法語發音：[mjanɛ]）是法国上法蘭西大區索姆省的一个市镇，属于阿布维尔区。

## 地理
米亚奈（50°5'49"N, 1°43'10"E）面积8.81 平方千米，位于法国上法蘭西大區索姆省，该省份为法国北部沿海省份，北起加来海峡省和北部省，西接滨海塞纳省和大西洋英吉利海峡，南至瓦兹省，东临埃纳省。
与米亚奈接壤的市镇（或旧市镇、城区）包括：维默地区阿舍、卡翁、康布龙、穆瓦耶讷维尔、凯努瓦勒蒙唐。
米亚奈的时区为UTC+01:00、UTC+02:00（夏令时）。

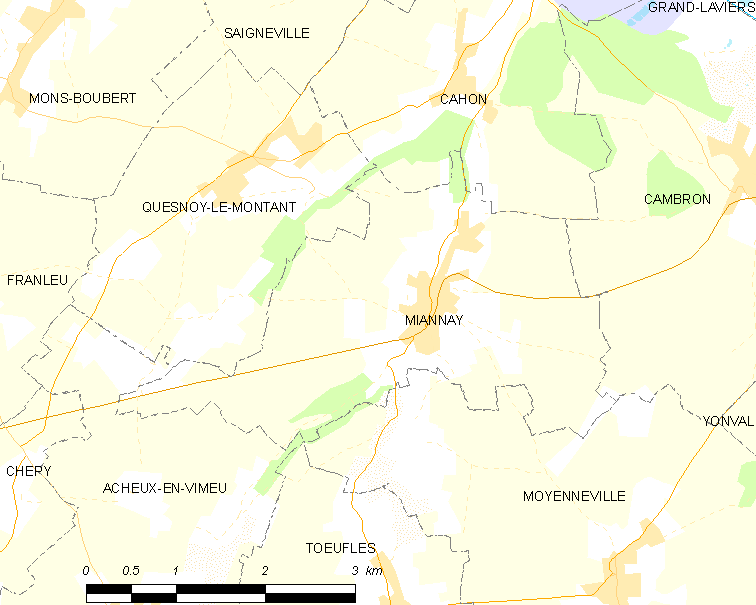
米亚奈的OSM定位图

## 行政
米亚奈的邮政编码为80132，INSEE市镇编码为80546。

## 政治
米亚奈所属的省级选区为阿布维尔第二县。

## 人口

1962-2008年间米亚奈人口变化图示

米亚奈于2022年1月1日时的人口数量为602人。